# Hyttjärnen, Dalarna
Hyttjärnen är en sjö i Falu kommun i Dalarna och ingår i Dalälvens huvudavrinningsområde.